# 蒂利胡爾河

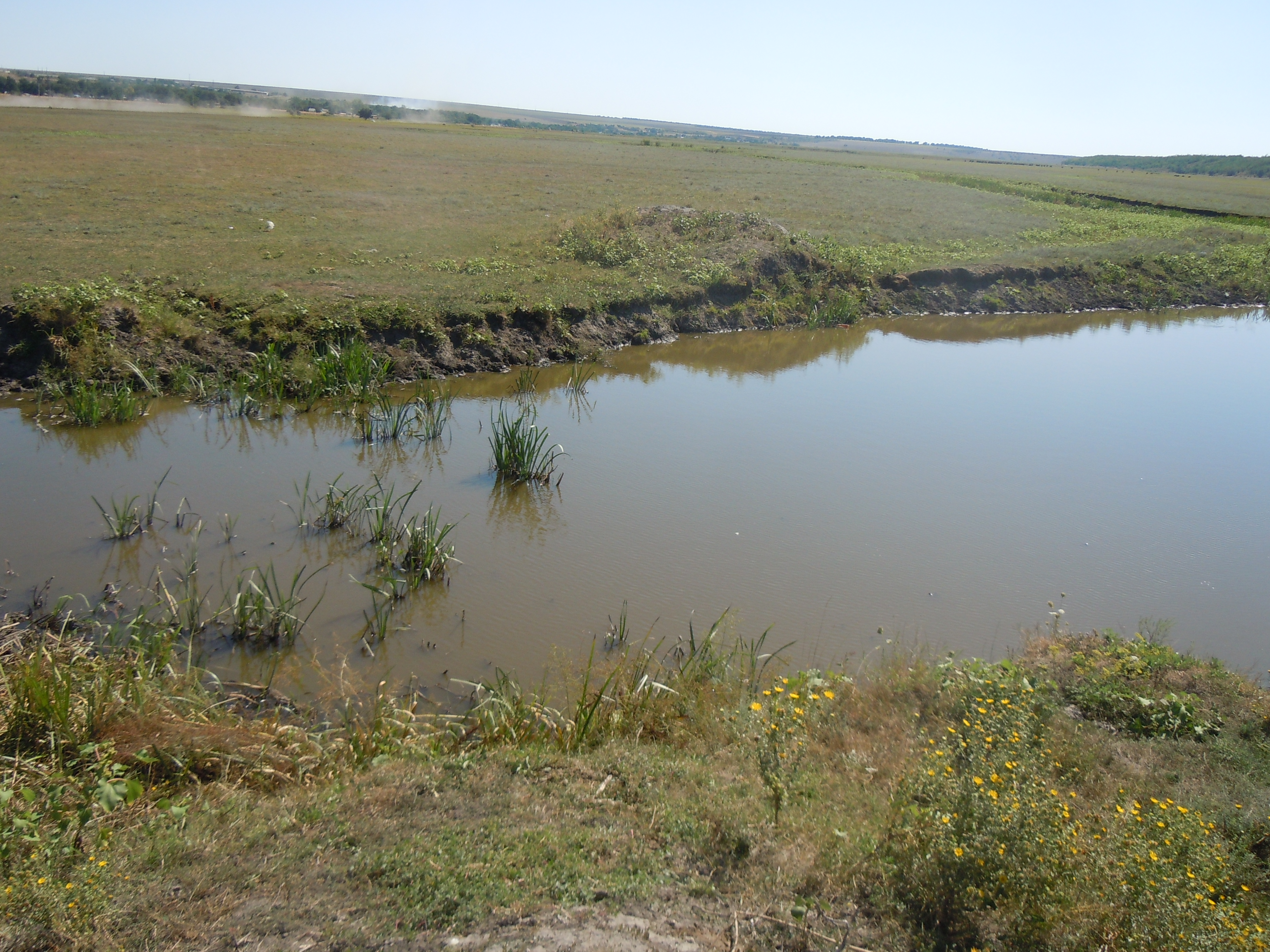

蒂利胡爾河（羅馬化：Tylihul）是烏克蘭的河流，位於該國南部敖德薩州，河道全長168公里，流域面積3,550平方公里，發源自波多尔高地，河水主要來自融雪，河畔城鎮有贝雷济夫卡和阿納尼伊夫。
47°46′47.3″N 29°34′37.9″E / 47.779806°N 29.577194°E